# Câmara Municipal de Belo Horizonte
Câmara Municipal de Belo Horizonte, situada no Palácio "Francisco de Paula Bicalho" é o órgão legislativo do município de Belo Horizonte. É composta por 41 vereadores eleitos por voto proporcional para um mandato de 4 anos. É responsável pela discussão das leis do município e pela fiscalização de seu cumprimento. Cabe à Câmara inspecionar a administração municipal, tanto no que diz respeito à execução orçamentária quanto ao julgamento das contas apresentadas pelo prefeito.

## História

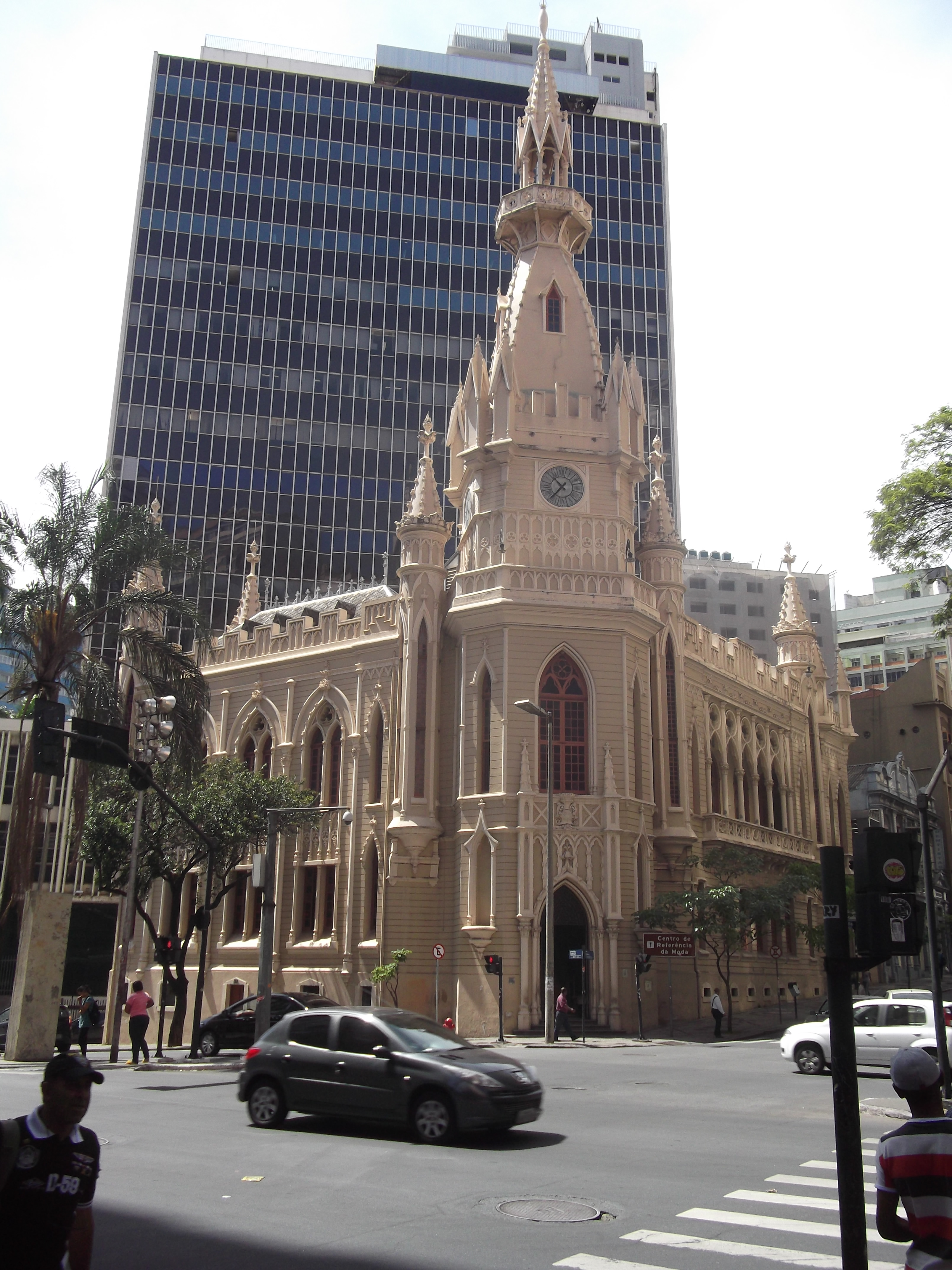
Sede da antiga Câmara Municipal e atual Museu da Moda.

A cidade de Belo Horizonte foi fundada em 12 de dezembro de 1897. Após a criação, o município foi governado indiretamente pelo governador do Estado (então presidente do Estado) que escolhia pessoalmente quem seria o prefeito.
O primeiro órgão legislativo foi o Conselho Deliberativo de Belo Horizonte, com suas atividades iniciadas em 1900, que apesar de seus membros serem escolhidos diretamente pelo voto popular, somente discutia e votava o orçamento municipal e impostos propostos pelo prefeito. Inicialmente as atividades do Conselho Deliberativo foram sediadas em uma sala da Câmara dos Deputados. Em 1914, o belo edifício da esquina da Rua da Bahia com a Avenida Augusto de Lima, hoje Museu da Moda, foi inaugurado para sediar o Conselho Deliberativo e a Biblioteca Pública Municipal.
Em 1930, após a Revolução de 1930, o Conselho Deliberativo foi fechado. Com a Constituição de 1934 foi permitido novamente a abertura de casas legislativas, que só em 1936 seria aberta em Belo Horizonte com o atual nome de Câmara Municipal, com mais poderes para tratar de assuntos locais. Com a instalação do Estado Novo em 1937, os órgãos legislativos foram mais uma vez fechados através da nova Constituição de 1937.
A Constituição de 1946 determinou a reabertura de órgãos legislativos municipais e em 1947 a Câmara Municipal de Belo Horizonte abriria suas portas definitivamente sem interrupção durante os anos até hoje. Durante o Regime Militar, a câmara teve suas funções reduzidas, mas não extintas. Permaneceu em sua sede na Rua da Bahia até 1977 quando foi transferida para o então Palácio Francisco Bicalho, na Rua dos Tamoios. Em 1988 foi reinstalada na atual sede da Câmara, na Avenida dos Andradas, 3100.

## Estrutura Administrativa
A Câmara é constituída por 41 vereadores, divididos entre a Mesa Diretora, Diretoria Geral, Superintendência de Comunicação Institucional, Diretoria de Recursos Humanos, Diretoria de administração e finanças e Diretoria do Legislativo. Os quais são subdivididos em outras 13 divisões e 21 seções.

### Mesa Diretora
| Mesa Diretora (2023-2024) | Mesa Diretora (2023-2024) | Mesa Diretora (2023-2024) | Mesa Diretora (2023-2024)    |
| Nome                      | Início do mandato         | Fim do mandato            | Cargo                        |
| ------------------------- | ------------------------- | ------------------------- | ---------------------------- |
| Gabriel                   | 1º de janeiro de 2023     | 31 de dezembro de 2024    | Presidente da Câmara         |
| Professor Juliano Lopes   | 1º de janeiro de 2023     | 31 de dezembro de 2024    | 1º Vice-presidente da Câmara |
| Wesley Autoescola         | 1º de janeiro de 2023     | 31 de dezembro de 2024    | 2º Vice-presidente da Câmara |
| Marcela Trópia            | 1º de janeiro de 2023     | 31 de dezembro de 2024    | Secretária-Geral             |
| Ciro Pereira              | 1º de janeiro de 2023     | 31 de dezembro de 2024    | 1º Secretário                |
| Flávia Borja              | 1º de janeiro de 2023     | 31 de dezembro de 2024    | 2º Secretária                |

### Diretoria Geral
A Diretoria Geral é responsável por definir diretrizes, políticas e estratégias, em apoio às atividades institucionais; planejar, dirigir, coordenar, controlar e avaliar o desenvolvimento de atividades das diretorias, coordenadorias, Cerimonial, Superintendência de Comunicação Institucional e Escola do Legislativo; promover a harmonização e integração dos processos adotados pelas áreas integrantes da Secretaria da Câmara; desenvolver trabalhos em questões relacionadas à organização estrutural e funcional; definir políticas de integração e valorização dos servidores; proceder à regulamentação de questões administrativas do funcionamento organizacional; além de desempenhar atividades correlatas, em apoio ao desenvolvimento dos trabalhos.

### Superintendência de Comunicação Institucional
A Superintendência de Comunicação Institucional tem o dever de desenvolver atividades em matérias pertinentes ao relacionamento da Câmara com a comunidade e com a imprensa, em questões relativas à comunicação e à divulgação dos trabalhos legislativos; empreender ações relacionadas ao fortalecimento da imagem da instituição junto ao público interno e externo; criar e gerenciar a elaboração dos veículos de comunicação adotados pela Secretaria da Câmara Municipal, independentemente da forma de divulgação adotada; gerenciar os trabalhos de gravação em áudio e vídeo das atividades da instituição, para registro, edição e veiculação em meio audiovisual; coordenar a coleta de dados sobre a atividade institucional da Câmara e promover sua divulgação; administrar a cobertura fotográfica de eventos e reuniões da Câmara; colaborar com a Diretoria-Geral na definição de estratégias de ação; prestar assessoramento à Mesa e à Diretoria-Geral, em assuntos relacionados à área; e desempenhar atividades correlatas, em apoio ao desenvolvimento dos trabalhos.

### Diretoria de Recursos Humanos
À Diretoria de Recursos Humanos cabe planejar, dirigir, coordenar, controlar e avaliar atividades relativas a desenvolvimento psicofuncional, captação e seleção de recursos humanos, administração de pessoal, avaliação do desempenho funcional e prestação de serviços assistenciais a vereadores, servidores e dependentes; definir diretrizes, políticas e estratégias relacionadas às atividades da área; colaborar com a Diretoria-Geral na definição de estratégias de ação; e desempenhar atividades correlatas, em apoio ao desenvolvimento dos trabalhos.

### Diretoria de Administração
A Diretoria de administração e finanças é responsável por planejar, dirigir, coordenar, controlar e avaliar o desenvolvimento das atividades afetas à gestão orçamentária, financeira e contábil, bem como as relativas a informática, segurança, almoxarifado, audiogravação, compras, patrimônio, manutenção, serviços gerais e de apoio administrativo; definir diretrizes, políticas e estratégias relacionadas às atividades da área; colaborar com a Diretoria-Geral na definição de estratégias de ação; e desempenhar atividades correlatas, em apoio ao desenvolvimento dos trabalhos.

### Diretoria Legislativa
A Diretoria Legislativa deve planejar, dirigir, coordenar, controlar e avaliar o desenvolvimento de atividades de apoio aos trabalhos parlamentares relacionados com o processo legislativo e o controle normativo; colaborar com os vereadores em seus trabalhos nas comissões e no Plenário; assessorar a Mesa em assuntos de natureza regimental e técnico-legislativa; planejar, dirigir, coordenar e orientar os trabalhos de consultoria técnico-legislativa à Mesa, às comissões e aos vereadores; colaborar com a Diretoria-Geral na definição de estratégias de ação; além de desempenhar atividades correlatas, em apoio ao desenvolvimento dos trabalhos.
Fonte: Câmara Municipal de Belo Horizonte

## Comissões Permanentes
| Comissão                                                          | Presidente |
| ----------------------------------------------------------------- | ---------- |
| Administração Pública                                             |            |
| Desenvolvimento Econômico, Transporte e Sistema Viário            |            |
| Direitos Humanos e Defesa do Consumidor                           |            |
| Educação, Ciência, Tecnologia, Cultura, Desporto, Lazer e Turismo |            |
| Legislação e Justiça                                              |            |
| Meio Ambiente e Política Urbana                                   |            |
| Orçamento e Finanças Públicas                                     |            |
| Participação Popular                                              |            |
| Saúde e Saneamento                                                |            |

## 19ª Legislatura (2021-2025)
Nas eleições municipais de 2020, no dia 15 de novembro, foram escolhidos os 41 vereadores que formam a 19ª legislatura.

### Vereadores
São relacionados os nomes usados pelos parlamentares durante a campanha eleitoral de 2020, o partido ao qual eram filiados na data da eleição e a quantidade de votos que receberam. O mandato expira em 1 de janeiro de 2025.
|    | Nome                                                                          | Partido                                         | Votos  | %    | Observações |
| -- | ----------------------------------------------------------------------------- | ----------------------------------------------- | ------ | ---- | --- |
| 1  | Professora Duda Salabert Rosa (Belo Horizonte, 02.05.1981–)                   | Partido Democrático Trabalhista (PDT)           | 37.613 | 3,21 | Renunciou ao mandato em 31 de janeiro de 2023 para assumir seu 1º mandato como deputada federal na 57ª legislatura da Câmara dos Deputados. Quem assumiu sua cadeira na Câmara Municipal de Belo Horizonte foi Wagner do Sinjus (PDT). |
| 2  | Nikolas Ferreira de Oliveira (Belo Horizonte, 30.05.1996–)                    | Partido Renovador Trabalhista Brasileiro (PRTB) | 29.388 | 2,51 | Renunciou ao mandato em 31 de janeiro de 2023 para assumir seu 1º mandato como deputado federal na 57ª legislatura da Câmara dos Deputados. Quem assumiu sua cadeira na Câmara Municipal de Belo Horizonte foi inicialmente Uner Augusto (PRTB), que acabou sendo cassado em abril de 2023 por decisão do TSE. O tribunal decidiu cassar a chapa inteira do PRTB por fraude na cota de gênero com o uso de candidaturas laranjas de mulheres. Com a cassação de Uner, é feita uma recontagem no quociente partidário pelo TSE e quem assume a cadeira foi Cesar Gordin (Solidariedade). |
| 3  | Professora Marli Aparecida de Aro Ferreira (Belo Horizonte, 26.01.1957–)      | Progressistas (PP)                              | 14.496 | 1,24 | — |
| 4  | Gabriel Sousa Marques de Azevedo (Belo Horizonte, 12.03.1986–)                | Patriota                                        | 13.088 | 1,12 | Foi expulso do Patriota em 1 de junho de 2021 e atualmente está sem partido. Presidente da Câmara Municipal de Belo Horizonte (biênio 2023-2024) |
| 5  | Álvaro Damião Vieira da Paz (Belo Horizonte, 27.09.1970–)                     | Democratas (DEM)                                | 12.742 | 1,09 | Atualmente filiado ao União Brasil (fusão do Democratas e do Partido Social Liberal). |
| 6  | Marcela de Lacerda Trópia (Belo Horizonte, 13.08.1994–)                       | Partido Novo (NOVO)                             | 10.741 | 0,92 | Secretária-geral da Mesa Diretora da Câmara Municipal de Belo Horizonte (biênio 2023-2024) |
| 7  | Fernando Luiz Costa Marciano (Rio de Janeiro, 29.08.1957–)                    | Partido Social Democrático (PSD)                | 10.620 | 0,91 | — |
| 8  | Irlan Chaves de Oliveira Melo (Belo Horizonte, 25.04.1975–)                   | Partido Social Democrático (PSD)                | 8.902  | 0,76 | Atualmente filiado ao Patriota. |
| 9  | Walter da Rocha Tosta (Rio de Janeiro, 20.10.1956–08.01.2023)                 | Partido Liberal (PL)                            | 8.072  | 0,69 | Corregedor da Câmara Municipal de Belo Horizonte (biênio 2021-2022) Faleceu em 8 de janeiro de 2023. Quem assumiu sua cadeira foi Sérgio Fernando Pinho Tavares (PL). |
| 10 | Wagner Mariano Júnior, Juninho Los Hermanos (Belo Horizonte, 09.05.1975–)     | Avante                                          | 7.810  | 0,67 | — |
| 11 | Izabella Lourença Amorim Romualdo (Belo Horizonte, 01.09.1993–)               | Partido Socialismo e Liberdade (PSOL)           | 7.771  | 0,67 | — |
| 12 | Jorge Luiz dos Santos (Rio de Janeiro, 14.01.1971–)                           | Republicanos                                    | 7.691  | 0,66 | — |
| 13 | Hélio Medeiros Correa, Helinho da Farmácia (São João do Oriente, 13.01.1973–) | Partido Social Democrático (PSD)                | 7.554  | 0,65 | — |
| 14 | Isabella Gonçalves Miranda, Bella Gonçalves (Belo Horizonte, 20.11.1988–)     | Partido Socialismo e Liberdade (PSOL)           | 6.954  | 0,60 | Renunciou ao mandato em 31 de janeiro de 2023 para assumir seu 1º mandato como deputada estadual na 20.ª legislatura da Assembleia Legislativa de Minas Gerais. Quem assumiu sua cadeira na Câmara Municipal de Belo Horizonte foi Cida Falabella (PSOL) [FE PSOL REDE]. |
| 15 | Neli Pereira de Aquino, Nely Aquino (São Sebastião do Maranhão, 17.11.1972–)  | Podemos (PODE)                                  | 6.788  | 0,58 | Presidente da Câmara Municipal de Belo Horizonte (biênio 2021-2022). Renunciou ao mandato em 31 de janeiro de 2023 para assumir seu 1º mandato como deputada federal na 57ª legislatura da Câmara dos Deputados. Quem assumiu sua cadeira na Câmara Municipal de Belo Horizonte foi Loíde Gonçalves (PODE). |
| 16 | Cláudio Mota Campos, do Mundo Novo (Colatina, 10.09.1968–)                    | Partido Social Democrático (PSD)                | 6.268  | 0,54 | Secretário-geral da Mesa Diretora da Câmara Municipal de Belo Horizonte (biênio 2021-2022) |
| 17 | Leonardo Silveira de Castro Pires, Lêo Burgues (Belo Horizonte, 30.07.1969–)  | Partido Social Liberal (PSL)                    | 6.190  | 0,53 | Atualmente filiado ao União Brasil (fusão do Democratas e do Partido Social Liberal). Renunciou ao mandato em 8 de fevereiro de 2023 para escapar da abertura de um processo de cassação por quebra de decoro parlamentar na Câmara Municipal de Belo Horizonte. O vereador foi indiciado por suspeita de rachadinha pela Polícia Civil. Quem assumiu sua cadeira foi Janaina Cardoso (UNIÃO). |
| 18 | Rogério Gonçalves Alquimim, Alkimim (Belo Horizonte, 17.08.1978–)             | Partido da Mobilização Nacional (PMN)           | 6.061  | 0,52 | Renunciou ao mandato em 30 de junho de 2022 por estar envolvido em uma investigação de suspeita de rachadinha e nepotismo. Quem assumiu sua cadeira foi Cleiton Xavier (PMN). |
| 19 | Fernanda Elisa Pereira Altoé (Teresópolis, 31.08.1979–)                       | Partido Novo (NOVO)                             | 6.049  | 0,52 | — |
| 20 | Rubens Gonçalves de Brito, Bim da Ambulância (Belo Horizonte, 11.11.1982–)    | Partido Social Democrático (PSD)                | 6.022  | 0,52 | Atualmente filiado ao Avante. Renunciou ao mandato em 31 de janeiro de 2023 para assumir seu 1º mandato como deputado estadual na 20.ª legislatura da Assembleia Legislativa de Minas Gerais. Quem assumiu sua cadeira na Câmara Municipal de Belo Horizonte foi Maninho Félix (PSD). |
| 21 | Macaé Maria Evaristo dos Santos (Belo Horizonte, 03.04.1965–)                 | Partido dos Trabalhadores (PT)                  | 5.985  | 0,51 | Renunciou ao mandato em 31 de janeiro de 2023 para assumir seu 1º mandato como deputada estadual na 20.ª legislatura da Assembleia Legislativa de Minas Gerais. Quem assumiu sua cadeira na Câmara Municipal de Belo Horizonte foi Bruno Pedralva (PT) [FE Brasil]. |
| 22 | Ramon Baptista Bibiano, da Casa de Apoio (Belo Horizonte, 19.05.1963–)        | Partido Social Democrático (PSD)                | 5.947  | 0,51 | — |
| 23 | Flávia Ferreira Borja Pinto (Belo Horizonte, 12.10.1972–)                     | Avante                                          | 5.887  | 0,50 | 2º secretária da mesa diretora da Câmara Municipal de Belo Horizonte (biênio 2023-2024). Atualmente filiada ao Progressistas (PP). |
| 24 | Braulio Alves Silva Lara (Belo Horizonte, 08.04.1981–)                        | Partido Novo (NOVO)                             | 5.776  | 0,49 | Ouvidor da Câmara Municipal de Belo Horizonte (biênio 2023-2024) |
| 25 | Dr. Célio da Assunção Fróis (Belo Horizonte, 25.05.1966–)                     | Cidadania                                       | 5.775  | 0,49 | Atualmente filiado ao Partido Verde (PV) [FE Brasil]. |
| 26 | Professor Juliano Lopes Lobato (Belo Horizonte, 04.06.1972–)                  | Partido Trabalhista Cristão (PTC)               | 5.197  | 0,44 | 1º vice-presidente da Câmara Municipal de Belo Horizonte (biênio 2023-2024) 1º secretário da mesa diretora da Câmara Municipal de Belo Horizonte (biênio 2021-2022) Atualmente filiado ao Agir (antigo Partido Trabalhista Cristão). |
| 27 | Bruno Martuchele de Sales, Miranda (Belo Horizonte, 16.10.1979–)              | Partido Democrático Trabalhista (PDT)           | 5.178  | 0,44 | — |
| 28 | Reinaldo Gomes de Souza, Preto Sacolão (Belo Horizonte, 15.07.1969–)          | Movimento Democrático Brasileiro (MDB)          | 5.125  | 0,44 | 2º vice-presidente da Câmara Municipal de Belo Horizonte (biênio 2021-2022) |
| 29 | Wesley Moreira de Pinho, Autoescola (Ipatinga, 28.02.1977–)                   | Partido Republicano da Ordem Social (PROS)      | 4.958  | 0,42 | 2º vice-presidente da Câmara Municipal de Belo Horizonte (biênio 2023-2024) Atualmente filiado ao Progressistas (PP). |
| 30 | Professor Claudiney Alves Dulim (Belo Horizonte, 09.01.1968–)                 | Avante                                          | 4.879  | 0,42 | Pediu licença do cargo em 11 de abril de 2023 para assumir a Secretaria Municipal de Assuntos Institucionais e Comunicação Social de Belo Horizonte. Quem assumiu sua cadeira na Câmara Municipal de Belo Horizonte foi Roberto da Farmácia (Avante). |
| 31 | Sônia Lansky da Coletiva (Belo Horizonte, 17.05.1962–)                        | Partido dos Trabalhadores (PT)                  | 4.793  | 0,41 | Renunciou ao mandato em 24 de março de 2021 por razões de saúde. Quem assumiu sua cadeira na Câmara Municipal de Belo Horizonte foi Pedro Patrus (PT) [FE Brasil]. |
| 32 | Marilda de Castro Portela (Governador Valadares, 28.08.1958–)                 | Cidadania                                       | 4.425  | 0,38 | Ouvidora da Câmara Municipal de Belo Horizonte (biênio 2021-2022) |
| 33 | Ciro Daniel de Souza Pereira da Silva (Belo Horizonte, 11.03.1991–)           | Partido Trabalhista Brasileiro (PTB)            | 4.340  | 0,37 | 1º secretário da mesa diretora da Câmara Municipal de Belo Horizonte (biênio 2023-2024) |
| 34 | Milton de Freitas Carvalho Júnior, Miltinho CGE (Belo Horizonte, 21.08.1976–) | Partido Democrático Trabalhista (PDT)           | 4.176  | 0,36 | — |
| 35 | Henrique Higídio Braga (Belo Horizonte, 01.09.1952–)                          | Partido da Social Democracia Brasileira (PSDB)  | 4.045  | 0,35 | 1º vice-presidente da Câmara Municipal de Belo Horizonte (biênio 2021-2022) |
| 36 | Rubem Rodrigues de Oliveira Júnior, Rubão (Belo Horizonte, 03.02.1976–)       | Progressistas (PP)                              | 3.788  | 0,32 | — |
| 37 | Wanderley de Araujo Porto Filho (Belo Horizonte, 30.07.1982–)                 | Patriota                                        | 3.767  | 0,32 | — |
| 38 | Wilson Melo Júnior, Wilsinho da Tabu (Belo Horizonte, 15.04.1967–)            | Progressistas (PP)                              | 3.734  | 0,32 | 2º secretário da mesa diretora da Câmara Municipal de Belo Horizonte (biênio 2021-2022) |
| 39 | Gilson dos Santos Guimarães (Guanhães, 18.04.1968–)                           | Rede Sustentabilidade (REDE)                    | 3.593  | 0,31 | — |
| 40 | Marcos Antônio Crispim (Belo Horizonte, 24.05.1976–)                          | Partido Social Cristão (PSC)                    | 3.355  | 0,29 | Corregedor da Câmara Municipal de Belo Horizonte (biênio 2023-2024) Atualmente filiado ao Progressistas (PP). |
| 41 | José de Jesus Ferreira, Projeto Ajudai (Belo Horizonte, 04.11.1984–)          | Progressistas (PP)                              | 3.311  | 0,28 | — |

Legenda:
| cor  | significado          |
| Bege | Presidente da Câmara |

### Bancadas
Por ter eleito uma bancada parlamentar com 23 partidos nas eleições de 2020, Belo Horizonte é uma das cidades brasileiras com maiores representações partidárias em sua Câmara Municipal. Atualmente, 21 partidos são representados na Câmara Municipal. O resultado da última eleição e a situação da bancada atual é a seguinte:
| Filiação Partidária | Filiação Partidária | 2020        | 2023    | +/–     |
| ------------------- | ------------------- | ----------- | ------- | ------- |
|                     | PP                  | 4           | 7       | 3       |
|                     | PSD                 | 6           | 5       | 1       |
|                     | PDT                 | 3           | 3       | Estável |
|                     | NOVO                | 3           | 3       | Estável |
|                     | UNIÃO               | não existia | 2       | 2       |
|                     | PT                  | 2           | 2       | Estável |
|                     | PSOL                | 2           | 2       | Estável |
|                     | Patriota            | 2           | 2       | Estável |
|                     | Avante              | 3           | 2       | 1       |
|                     | Solidariedade       | 0           | 1       | 1       |
|                     | PV                  | 0           | 1       | 1       |
|                     | AGIR                | 0           | 1       | 1       |
|                     | Sem partido         | 0           | 1       | 1       |
|                     | PL                  | 1           | 1       | Estável |
|                     | Republicanos        | 1           | 1       | Estável |
|                     | PODE                | 1           | 1       | Estável |
|                     | MDB                 | 1           | 1       | Estável |
|                     | PSDB                | 1           | 1       | Estável |
|                     | PTB                 | 1           | 1       | Estável |
|                     | PMN                 | 1           | 1       | Estável |
|                     | REDE                | 1           | 1       | Estável |
|                     | Cidadania           | 2           | 1       | 1       |
|                     | PROS                | 1           | 0       | 1       |
|                     | PRTB                | 1           | 0       | 1       |
|                     | PSC                 | 1           | 0       | 1       |
|                     | PTC                 | 1           | 0       | 1       |
|                     | DEM                 | 1           | Extinto | 1       |
|                     | PSL                 | 1           | Extinto | 1       |
| Total               | Total               | 41          | 41      | –       |